# Litoria personata
Espèce
Statut de conservation UICN

 LC  : Préoccupation mineure
Litoria personata est une espèce d'amphibiens de la famille des Pelodryadidae.

## Répartition
Cette espèce est endémique du Territoire du Nord en Australie. Elle ne se rencontre qu'a basse altitude dans l'Ouest de la Terre d'Arnhem,. La zone de répartition de l'espèce est d'environ 14 000 km2.

## Description
Les mâles mesurent de 28 à 29 mm et les femelles de 31 à 33 mm.

## Publication originale
- Tyler, Davies & Martin, 1978 : A new species of hylid frog from the Northern Territory. Transactions of the Royal Society of South Australia, vol. 102, p. 151-158 (texte intégral).